# Paul Walther
Pour les articles homonymes, voir Walther.
Paul G. Walther est un joueur américain de basket-ball né le 23 mars 1927, et mort le 21 décembre 2014.

## Biographie
Arrière issu de l'université du Tennessee, Walther joua six saisons (1949-1955) en National Basketball Association avec les Minneapolis Lakers, les Indianapolis Olympians, les Philadelphia Warriors et les Fort Wayne Pistons. Il réalisa une moyenne de 7,7 points par match en carrière et participa à un All-Star Game.